# Малая Мочулка
Ма́лая Мочу́лка (укр. Мала́ Мочу́лка) — село на Украине, находится в Тепликском районе Винницкой области.
Код КОАТУУ — 0523783901. Население по переписи 2001 года составляет 1192 человека. Почтовый индекс — 23834. Телефонный код — 4353.
Занимает площадь 0,445 км².

## Адрес местного совета
23834, Винницкая область, Тепликский р-н, с. Малая Мочулка, ул. Незалежности, 35